# De Do Do Do, De Da Da Da
Singles de The Police
Don't Stand So Close to Me
(1980) Invisible Sun
(1981)
Pistes de Zenyattà Mondatta
Bombs Away Behind My Camel
De Do Do Do, De Da Da Da est une chanson de The Police éditée en single en décembre 1980. C'est le second single tiré de l'album Zenyattà Mondatta. Cette chanson atteint la cinquième place au hit parade anglais et la dixième au Billboard Hot 100 aux États-Unis.
Selon Sting, cette chanson a été écrite pour répondre au besoin des gens d'avoir des chansons simples :

« J'essayais de réfléchir sur pourquoi la simplicité peut être si puissante. Pourquoi nos chansons préférées sont Da Doo Ron Ron and Do Wah Diddy Diddy? Dans cette chanson, j'essaye de répondre à ce problème. Mais tout le monde dit, 'C'est des conneries, des jeux d'enfant.' Personne n'écoute les paroles. Je vais essayer de la refaire et mettre l'accent sur ce dont je parle. »

— Sting, Rolling Stone, 2/1988

« I was trying to make an intellectual point about how the simple can be so powerful. Why are our favourite songs 'Da Doo Ron Ron' and 'Do Wah Diddy Diddy'? In the song, I tried to address that issue. But everyone said, 'This is bullshit, child's play.' No one listened to the lyrics. Listen to the lyrics. I'm going to remake it again and put more emphasis on what I was talking about. »

— Sting, Rolling Stone, 2/1988
La chanson est très utilisée dans le film The Last American Virgin (en) et dans sa bande originale.
La face B du disque, A Sermon, est écrite par Stewart Copeland. Copeland joue la plus grande partie de la partie guitare du morceau, y compris le riff de l'introduction, alors que Summers peut être entendu au milieu du morceau.

## Titres
7" - A&M / AMS 9110 (UK)
1. "De Do Do Do, De Da Da Da" - 4:09
2. "A Sermon" - 2:34

7" - A&M / AM 2275 (USA)
1. "De Do Do Do, De Da Da Da" - 4:09
2. "Friends" - 3:35

7" - A&M / AM 25000 (USA)
1. "De Do Do Do, De Da Da Da" (version espagnole) - 4:00
2. "De Do Do Do, De Da Da Da" (version japonaise) - 4:00

## Classements hebdomadaires
| Hit parade(1980-1981)                  | Meilleure position |
| -------------------------------------- | ------------------ |
| Allemagne (Media Control AG)           | 15                 |
| Australie (Kent Music Report)          | 6                  |
| Autriche (Ö3 Austria Top 40)           | 8                  |
| Belgique (Flandre Ultratop 50 Singles) | 13                 |
| Canada (RPM 50 Singles)                | 5                  |
| États-Unis (Billboard Hot 100)         | 10                 |
| Irlande (IRMA)                         | 2                  |
| Nouvelle-Zélande (RMNZ)                | 8                  |
| Pays-Bas (Nederlandse Top 40)          | 11                 |
| Pays-Bas (Single Top 100)              | 10                 |
| Royaume-Uni (UK Singles Chart)         | 5                  |
| Suisse (Schweizer Hitparade)           | 4                  |

## Certification
| Pays                  | Certification | Date       | Unités certifiées |
| --------------------- | ------------- | ---------- | ----------------- |
| Canada (Music Canada) | Or            | 01/05/1981 | 75 000            |